# Casatus (månekrater)
Casatus er et nedslagskrater på Månen. Det befinder sig på Månens forside nær den sydlige rand og er opkaldt efter den italienske matematiker Paolo Casati (1617 – 1707).
Navnet blev officielt tildelt af den Internationale Astronomiske Union (IAU) i 1935. 

## Omgivelser
Casatuskraterets nord-nordøstlige rand ligger over en del af det lidt større Klaprothkrater. Mod sydøst ligger Newtonkrateret. 

## Karakteristika
Den ydre rand er gammel og nedslidt, og der ligger mange små nedslag langs både randen og den indre væg. Langs den vestlige rand skærer "Casatus A" sig noget ind i det, hvilket skaber en indadbuet rand. Det lille satellitkrater "Casatus J" ligger over den syd-sydøstlig rand. Randen er lavere, hvor den adskiller dette krater fra Klaproth, og danner der en rund højderyg.
Kraterbunden er en næsten jævn overflade mærket af adskillige små spøgelseskraterrande. Et mindre, skålformet krater danner et fremtrædende træk i den nordlige halvdel af bunden. Der er ingen central top i eller ved kratermidten.

## Satellitkratere
De kratere, som kaldes satellitter, er små kratere beliggende i eller nær hovedkrateret. Deres dannelse er sædvanligvis sket uafhængigt af dette, men de får samme navn som hovedkrateret med tilføjelse af et stort bogstav. På kort over Månen er det en konvention at identificere dem ved at placere dette bogstav på den side af satellitkraterets midte, som ligger nærmest hovedkrateret. Casatuskrateret har følgende satellitkratere:
| Casatus | Længde  | Bredde  | Diameter |
| ------- | ------- | ------- | -------- |
| A       | 73,0° S | 38,9° V | 56 km    |
| C       | 72,2° S | 30,2° V | 17 km    |
| D       | 77,2° S | 44,3° V | 36 km    |
| E       | 79,1° S | 53,2° V | 41 km    |
| H       | 72,0° S | 21,3° V | 35 km    |
| J       | 74,3° S | 32,8° V | 22 km    |
| K       | 75,0° S | 41,4° W | 36 km    |

## Måneatlas
- Billeder af Casatuskrateret i LPI-måneatlasset